# Ruth Koenders
Ruth Koenders is een Surinaams musicus en liedschrijfster. Ze heeft verschillende keren meegedaan met SuriPop en won het festival in 2000. In 2006 was ze de winnares van "The international Lo-budget Love-music Competition". 

## Biografie
Koenders kreeg fluitlessen van Eddy Snijders op de Volksmuziekschool en speelde nog enkele jaren in zijn jeugdorkest. Daarna speelde ze achtereenvolgens in de bands Voodoo Gypsies (met Siegfried Vianen als leider) en Explosion (later Brainwash; met onder meer Jerry Themen, Hugo Landolf en Winston Lackin).
Een van haar vroege pennenvruchten was het lied "This world". Het werd in 1976 door Radio Apintie uitgeroepen tot Treiterschijf. Haar band Brainwash plaatste het in 1981 op de A-kant van hun single  In 1984 werd "This World" opnieuw uitgebracht door Jerry Themen op de elpee Reflections.
Tijdens SuriPop 1983 speelde ze fluit  op de nummers "Harry Joe" en " Too bad, beide nummers van de componist Hugo Landolf. Met Landolf samen schreef ze dat jaar het lied "Boni doro" dat hen in de categorie Politiek geëngageerd de eerste prijs opleverde. In 1998 kwam ze in de finale met haar compositie "Dren kon tru", dat werd gezongen door Lucrecia Muringen.
In 2000 behaalde ze haar grootste succes tijdens SuriPop en won de eerste prijs met haar compositie "Yu na mi son", een duet gezongen door Vernon Mercuur en Marjori Declercq. Mercuur zong in 1998 al eerder een compositie  van Ruth Koenders tijdens SuriPop X, "Wi Srefi".  Dit nummer eindigde op de 2e plaats. Jaren later, in 2013, stond dit lied op nummer 28 van de Srefidensi Top 38 ter gelegenheid van 38 jaar Surinaamse onafhankelijkheid. Ter gelegenheid van het 20-jarige jubileum in 2002 nodigde de organisatie achter SuriPop Ruth Koenders en andere prominente songwriters uit een compositie in te zenden. Hiervoor schreef ze "Wan tra winti" waarmee haar dochter Chantal Romeo op Suripop XII haar podium-debuut beleefde.
In 1991 bereikten vier van haar liedjes de finale van het Pikin Poku Festival. In 1999  In 2001 won haar lied "You are the place to be" de kwalificatie om Suriname te vertegenwoordiging tijdens het CBU Festival in Cuba.
In 2005 of 2006 was haar compositie een van de 700 wereldwijde inzendingen tijdens de Lo-budget Love-music Competition in de Verenigde Staten. Ze won met haar inzending, "Pasensi kado", de eerst prijs. Haar dochter Chantal Romeo zong het lied en het arrangement was van Michel van Hetten.
Als directrice van een kindercrèche (De duimelotjes) en peuter- en kleuterschool ("Sjommi") ontdekte ze dat er geen nieuwe Surinaamse kinderliedjes werden geproduceerd. Ze besloot toen zelf kinderliedjes te schrijven, om zodoende die kloof te dichten. In 2008 resulteerde dit in de cd "Brigi-Digi-Dam"  waarop door haar geschreven kinderliedjes worden gezongen door verschillende artiesten. Elf liedjes zijn in het Sranan en vier in het Nederlands.
In 2012 schreef zij de tekst van het Grote Sranantongo Dictee met als titel:"Sorgu Boy".